# Baumschule Späth

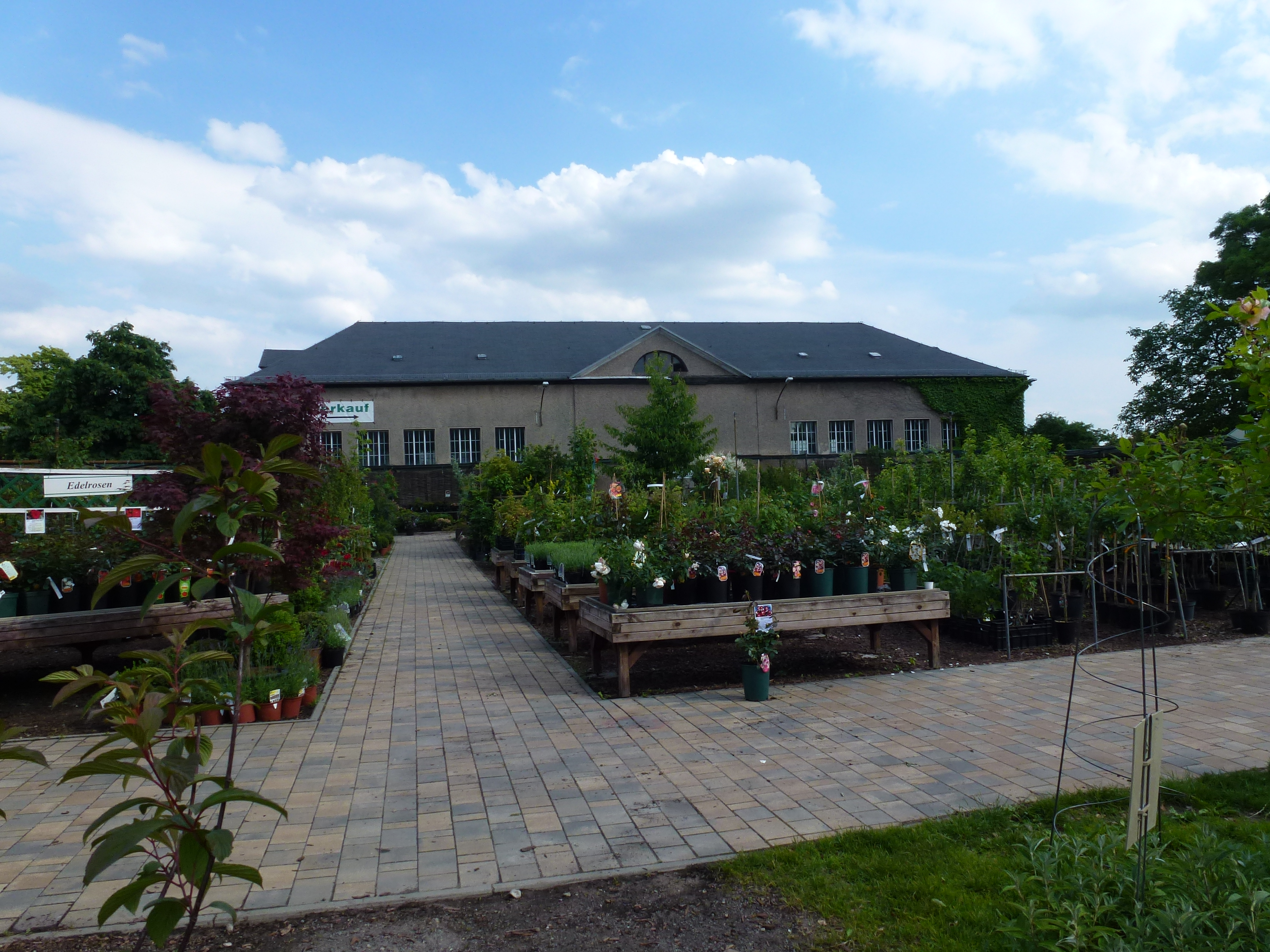
Baumschule Späth (2014)

Die Baumschule Späth (Firma: Späth’sche Baumschulen Handel GmbH) ist eine Baumschule an der Späthstraße im Bezirk Treptow-Köpenick von Berlin. Das Unternehmen im Ortsteil Baumschulenweg ist eines der ältesten von Berlin und geht auf eine 1720 von Christoph Späth in Kreuzberg gegründete Obst- und Gemüsegärtnerei zurück. Nach Verlegung in die Landgemeinde Britz hinter die damalige Stadtgrenze und der Erweiterung der Flächen war die Späth’sche Baumschule im Jahr 1900 mit etwa 225 Hektar die größte Baumschule der Welt.
Auf dem Areal befindet sich das ab 1879 von Franz Späth im Stil englischer Landschaftsgärten angelegte Späth-Arboretum. Es kann seit 1966 in den Sommermonaten an einigen Wochentagen von jedermann besucht werden. In der übrigen Zeit wird es von der Biologischen Fakultät der Berliner Humboldt-Universität mit rund 200 Studenten für Lehre, Forschung und Öffentlichkeitsarbeit genutzt.

## Geschichte

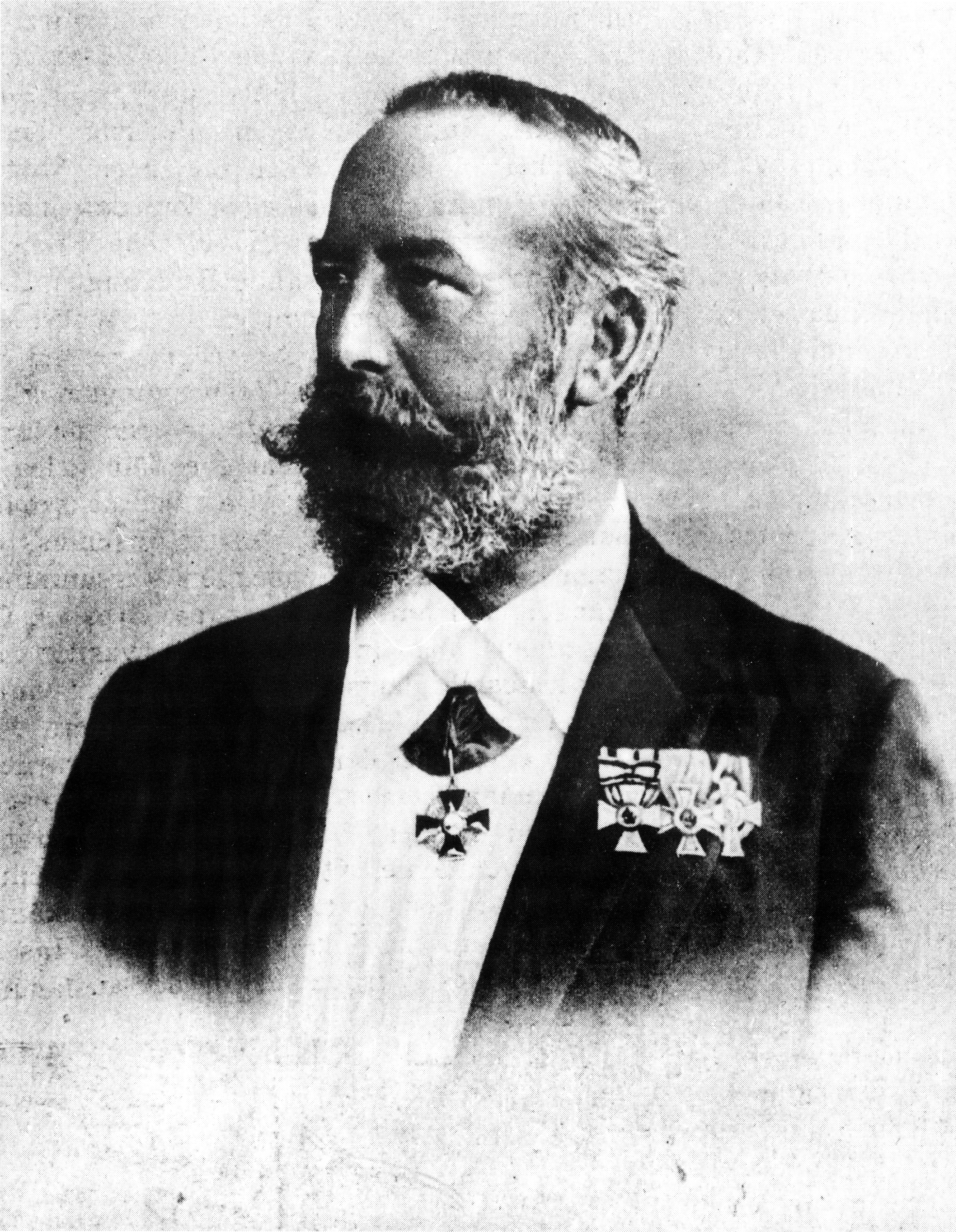
Franz Späth, 1899

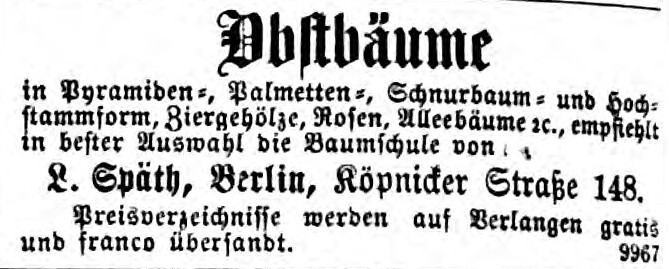
Zeitungsanzeige der Baumschule L. Späth in der Illustrirten Zeitung (1868)

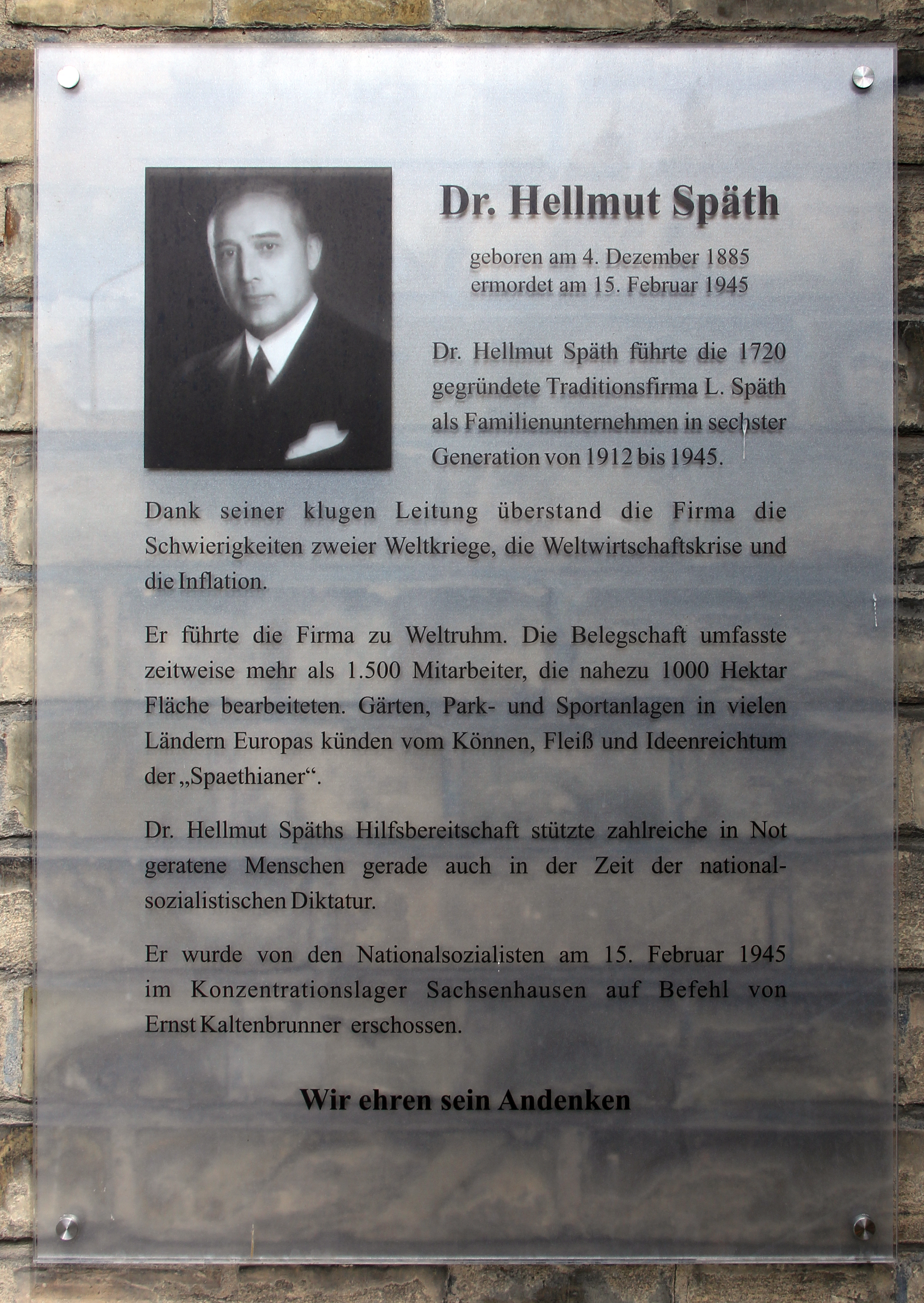
Gedenktafel am Herrenhaus

Christoph Späth (1696–1746) erwarb für 300 Taler ein erstes Grundstück an der Straße Am Johannestisch östlich des Halleschen Tors in Kreuzberg. Nach seinem Tod führte der Sohn Carl Späth ab 1746 den Betrieb weiter. Um den Pflanzenanbau zu erweitern, verlegte er 1760 den Betrieb nach Luisenstadt in die Köpenicker Straße. Damit konnte die Anbaufläche auf acht preußische Morgen vergrößert werden. Das entspricht etwa zwei Hektar. Nach dem Tod Carl Späths im Jahr 1782 führte zunächst seine Frau Anna, danach ab 1792 der gemeinsame Sohn Friedrich den Betrieb fort. Unter dessen Leitung wandelte sich die Obst- und Gemüsegärtnerei entsprechend seiner wissenschaftlichen und künstlerischen Interessen zu einer Musteranstalt und einem Studienort.
Friedrich Späths Sohn Ludwig übernahm die Gärtnerei im Jahr 1831. Sein Hauptinteresse lag auf der Züchtung von Blühpflanzen und er verlegte den Schwerpunkt der Baumschule auf Blumen und Topfpflanzen. Diese fanden überregional zunehmend Absatz, so dass bereits 1856 erste Preislisten gedruckt und auch ins Ausland verschickt wurden. Der erste Katalog erschien 1862.

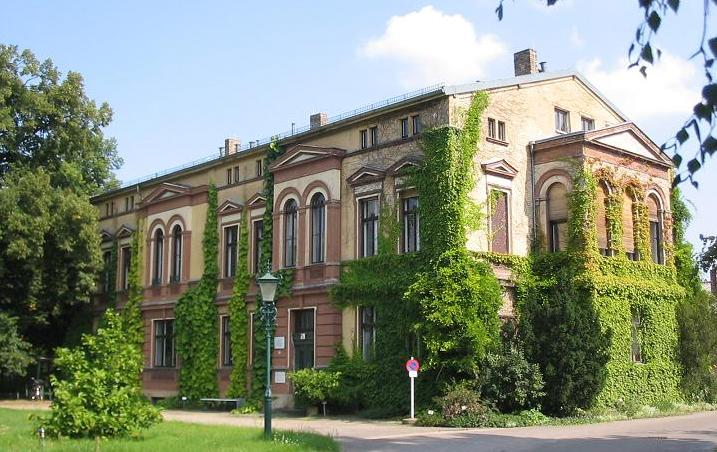
Herrenhaus, gebaut im Auftrag von Franz Späth

Ein Jahr später kaufte Franz Späth die Baumschule von seinem Vater und in den folgenden Jahren erwarb er große Flächen der im Bereich des späteren Ortsteils Berlin-Baumschulenweg bis 1840 gerodeten Cöllnischen Heide. Er nannte die Firma im Gedenken an seinen Vater L. Späth, unter welchem Namen sie auch 1903 in das Handelsregister eingetragen wurde. Bis zum Ende des 19. Jahrhunderts entwickelte sich auf diesem Gelände die größte Baumschule der Welt mit einer vollständig bepflanzten Fläche von 120 Hektar. Das 1874 auf dem Gelände errichtete repräsentative Herrenhaus dient seit den 1950er Jahren der Humboldt-Universität als Institutsgebäude. Neben dem Herrenhaus ließ Franz Späth durch den Berliner Stadtgartendirektor Johann Heinrich Gustav Meyer ein Arboretum im englischen Gartenstil anlegen, aus dem in der Folge das Späth-Arboretum hervorging.
Im Jahr 1890 bekam die Baumschule mit dem Bahnhof Baumschulenweg einen Eisenbahnanschluss der Görlitzer Bahn. Im Jahr 1899 galt die Späthsche Baumschule als die „größte Sortimentsbaumschule der Welt“.

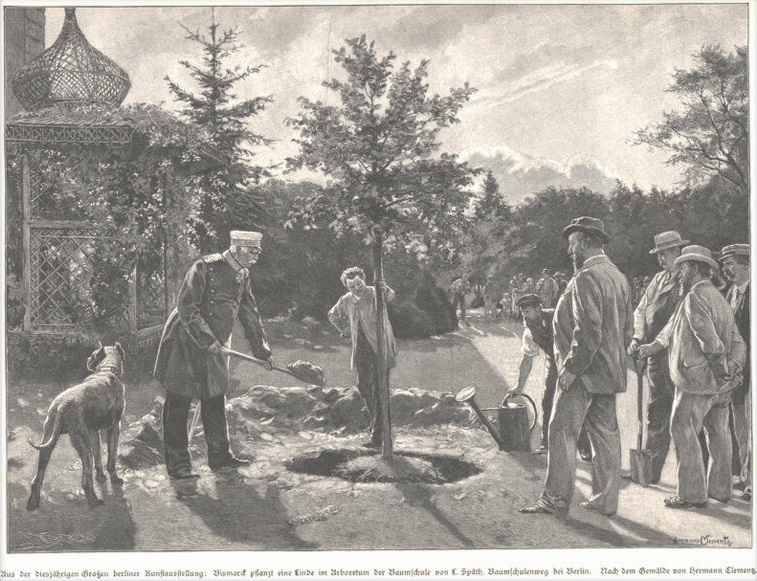
Bismarck pflanzte einen Baum in der Baumschule Späth

Die Baumschule besaß in dieser Zeit deutschland- und weltweit ein so großes Renommee, dass zahlreiche Prominente zu ihren Kunden gehörten. So war Franz Späth der persönliche Gartenberater von Reichskanzler Bismarck und General von Moltke. Er wusste diese Beziehungen geschickt für sein Unternehmen zu nutzen. So pflanzten Bismarck und Graf Moltke öffentlichkeitswirksam je eine Linde vor dem Späthschen Haus. Zum 200-jährigen Betriebsjubiläum schenkte der ehemalige Kaiser Wilhelm II. der Baumschule eine Eberesche aus seinem Park in Doorn, die durch seinen zweitältesten Sohn Prinz Eitel Friedrich von Preußen gepflanzt wurde. General von Gluck pflanzte eine Fichte und der Großherzog von Oldenburg eine Lorbeerkirsche.

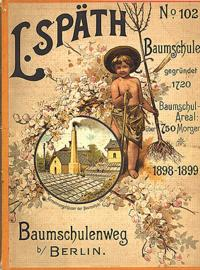
Katalog der Baumschule Späth 1898

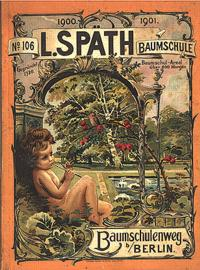
Katalog der Baumschule Späth 1900

Im Jahr 1911 trat Hellmut Späth, der Sohn von Franz Späth, zunächst als Prokurist in das Unternehmen ein, bevor er dessen alleinige Leitung 1912 übernahm. Er hatte in Berlin und Cambridge Botanik und Philosophie studiert und an der Landwirtschaftlichen Hochschule promoviert (Dr. phil.). Vor der Wirtschaftskrise 1929/1930 gehörten 61 ha zum Betrieb.
Bereits 1933 trat Hellmut Späth der NSDAP bei. Sein Betrieb profitierte von diesen Kontakten und erhielt Aufträge zur Begrünung von Autobahnen, beim Bau des Olympiastadions in Berlin und des Flughafens in Tempelhof. Späths erste Frau und damit auch die Tochter aus dieser Ehe waren Jüdinnen, auch beschäftigte Späth Juden in seiner Baumschule. Im Jahr 1943 wurde Hellmut Späth verhaftet und wegen „Umgangs mit Juden und versteckter Hetz- und Wühlarbeit gegen Deutschland“ zu einem Jahr Haft verurteilt. Er wurde in das Konzentrationslager Sachsenhausen deportiert und am 15. Februar 1945 ermordet.
Nach dem Zweiten Weltkrieg waren die Flächen im Baumschulenweg zum größten Teil verwüstet und die Gebäude beschädigt. Viele Gärtner waren im Krieg umgekommen. Der Betrieb wurde am 8. Dezember 1947 durch die deutsche Treuhandstelle in Treuhandeigentum und 1949 in Volkseigentum überführt. Die Berliner Baumschule wurde der VEG Saatzucht Dresden angegliedert, die Baumschule in Ketzin wurde als auf die Obstbaumzucht spezialisierte VEG Baumschule Ernst Thälmann weitergeführt. Auch in der DDR-Zeit wurde weiter erfolgreich im Baumschulbetrieb gezüchtet. Diese Züchtungen errangen auf Ausstellungen im In- und Ausland Anerkennung, Preise und Medaillen.

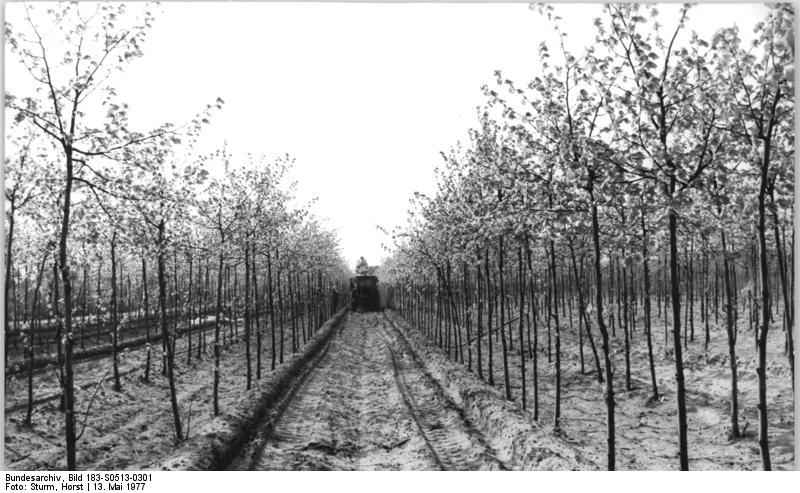
Baumquartier der Baumschule VEG Saatzucht in Späthsfelde, 1977

Hellmut Späths Tochter, die Journalistin und Fernsehmoderatorin Dagmar Späth, gründete nach dem Krieg eine neue Baumschule in der Finckensteinallee. Nachdem sie 1959 bei einem Autounfall ums Leben gekommen war, bestand die Firma noch bis 1970 in Zehlendorf.
Nach der Wende kam der Betrieb erneut unter Treuhandverwaltung und wurde im Frühjahr 1997 an die Erben der Familie Späth zurückübertragen. Zunächst führte eine Erbengemeinschaft die Baumschule weiter, zu der unter anderem Manfred Späth, Sohn von Hellmut Späth gehörte. Wenige Jahre danach wurde sie an ein Konsortium mit den Gesellschaftern Georg Graf zu Castell-Castell und Felix Gädicke, Christian von Stechow und Christoph Rechberg übertragen.
2018 verlagerte die Baumschule den größten Teil ihrer Anbauflächen nach Brandenburg. Grund waren  Gebührenforderungen der BSR, die für die Firma nicht tragbar sind.

## Eigentümer
- 1720–1746: Christoph Späth (1696–1746)
- 1746–1782: Carl Späth (1721–1782)
- 1782–1792: Anna Späth
- 1792–1831: Friedrich Späth (1768–1831)
- 1831–1863: Ludwig Späth (1793–1883)
- 1863–1912: Franz Späth (1839–1913)
- 1912–1945: Hellmut Späth (1885–1945)
- 1945–1949: Dagmar Brockhues geb. Späth (1922–1959) und Manfred Späth (* 1942) zu gleichen Teilen
- 1949–1997: Eigentum des Volkes
- 1997–0000: Erbengemeinschaft der Familie Späth

## Die Zweigniederlassungen in Falkenrehde und Ketzin
Da in Berlin aufgrund der städtischen Lage die Expansionsmöglichkeiten begrenzt waren, erwarb Franz Späth im Jahr 1895 ein Gelände in Falkenrehde bei Potsdam, um dort eine Zweigniederlassung der Baumschule zu gründen. Er hatte hier die Möglichkeit, das Gelände durch den Ankauf von insgesamt fünf Höfen nach und nach zu vergrößern.
Der Bau des Teltowkanals und des Britzer Zweigkanals führte ab ca. 1900 außerdem zu einem Sinken des Grundwasserspiegels, wodurch einige Flächen des Baumschulgeländes am Baumschulenweg nicht mehr wirtschaftlich genutzt werden konnten und aufgegeben werden mussten, weshalb die Niederlassung in Falkenrehde weiter ausgebaut wurde.
Im Jahr 1917 gab Hellmut Späth das Gelände in Falkenrehde allerdings auf, nachdem er das Rittergut Albrechts von Ketzin in Neu-Ketzin gekauft hatte, auf dem er eine neue Baumschule aufbaute.
Der neue Standort hatte den Vorteil, dass er über einen Eisenbahnanschluss verfügte, was die Versendung der Baumschulprodukte per Bahn erheblich erleichterte. Zu dem von Späth erworbenen Gut gehörten insgesamt 1700 Morgen Land, auf denen Späth eine Baumschule anlegte, die unter anderem über einen Packschuppen und ein eigenes Anschlussgleis verfügte.
Die Leitung der Baumschule in Ketzin oblag ab 1919 Erich Otto Heinrich Maurer (1884–1981), der bereits seit 1911 als Gartenarchitekt in der Baumschule arbeitete. Ab 1927 war er Generaldirektor der Baumschule, bis er 1929 auf den Lehrstuhl für Gärtnerischen Pflanzenbau und zum Direktor des gleichnamigen Instituts an der Landwirtschaftlichen Hochschule Berlin berufen wurde.
1924 kaufte Hellmut Späth die Villa des ehemaligen Ziegeleibesitzers Mannheimer an der Straße nach Vorketzin. Die Ziegelei war nach dem Ersten Weltkrieg geschlossen worden. Hellmut Spät hielt sich regelmäßig in Ketzin auf, um den Baumschulbetrieb zu überwachen und wollte während seiner Aufenthalte in der Villa wohnen und Geschäftspartner empfangen. Er renovierte und modernisierte das Gebäude, das auf einer Anhöhe lag, sehr aufwendig. Unter anderem ließ er eine Dachterrasse errichten, die einen umfangreichen Blick über das Baumschulgelände bot.
Um den Standort Ketzin weiter ausbauen zu können, errichtete Späth Wohnheime für die Arbeiter der Baumschule und setzte sich für die Errichtung eines Ledigenheims sowie einer Mittelschule für die Kinder der leitenden Angestellten in Ketzin ein. Er plante, aus Ketzin eine Gartenstadt zu machen und begann mit der Anlage eines Arboretums im Ketziner Bruch sowie Planungen, dort auch einen Golfplatz anzulegen. Diesen Plänen standen allerdings Interessen des sozialdemokratischen Ketziner Bürgermeisters Karl Reumschüssel entgegen, der in dem Ort Industriebetriebe ansiedeln wollte, um so Arbeitsplätze zu schaffen. Unter anderem förderte er die Anlage einer weitflächigen Mülldeponie durch die WIMAG und die BIMAG in den aufgelassenen Tongruben, die in unmittelbarer Nähe der Späthschen Villa lagen. Die Mülldeponie stellte für Reumschüssel ein wichtiger Arbeitgeber dar, während Späth durch in ihr vor allem eine Umweltbelastung sah, die seinen Plänen im Wege stand.
In dem Ketziner Betrieb lag der Schwerpunkt zunächst auf der Anzucht von Obstbäumen sowie der Züchtung von Obstunterlagen. Im Zweiten Weltkrieg wurde auf die Produktion von Kartoffeln und Gemüse umgestellt, um die hungernde Bevölkerung zu versorgen. Nach Kriegsende wurde die Baumschule als Volkseigenes Gut weitergeführt und trug ab 1950 den Namen VEG Volksbaumschule Ernst Thälmann. Später wurde sie dem VEG Saatzucht Baumschulen Dresden und ab 1978 der VEG Baumschule Markee angegliedert. Zu DDR-Zeiten wurden in der Baumschule neben Obstgehölzen vor allem Alleebäume und Ziergehölze angebaut.
Aus Anlass der 300-Jahr-Feier pflanzte die Firma unter ihrem Geschäftsführer Holger Zahn im Jahr 2020 im Tiergarten in Berlin-Mitte eine Späth-Erle (Alnus x spaethi), die für eine klimafesten Baum gehalten wird.

## Die Abteilung für Gartengestaltung

### Entwicklung
Die Baumschule erhielt zunehmend Aufträge zur Gestaltung von Villengärten und Parkanlagen. Zunächst arbeitete das Unternehmen mit führenden Gartenarchitekten zusammen und war lediglich für die Ausführung der Pläne verantwortlich. 1895 gründete Franz Späth eine eigene Abteilung für Gartengestaltung und beauftragte Wilhelm Teetzmann (* 1866, † 1927), der bereits seit 1889 im Unternehmen Späth arbeitete, mit deren Aufbau und Leitung. 1912 übernahm Carl Kempkes (1881–1964), der ab 1909 als Gartenarchitekt bei Späth beschäftigt war, die Leitung der Abteilung. Nach Kempkes Beförderung zum Generaldirektor des Unternehmens wurde der Gartenarchitekt Georg Gunder Leiter der Abteilung.
Späth’schen Abteilung für Gartengestaltung prägte vor allem zwischen 1910 und 1930 den Gartenstil der Zeit. Es wurde eine Kombination von repräsentativem Architektur- und Landschaftsgarten, wobei das Zentrum der Anlage nach architektonischen Gesichtspunkten gegliedert ist und zum Rand der Anlage in eine freiere Gestaltungsweise übergeht. Häufige Gestaltungselemente waren weißgestrichene Pergolen und Bänke aus Holz, Rankbögen und -gitter sowie Hecken, Rabatten und Rosenhochstämme. Innerhalb der Anlagen wurden abgegrenzte Sondergärten sowie Terrassierungen mit Kalksteinmauern angelegt. Für die Bepflanzung der von der Abteilung Gartengestaltung geplanten Garten- und Parkanlagen wurden vielfach die Neuzüchtungen und -einführungen der Späthschen Baumschule sowie Staudenzüchtungen von Karl Foerster verwendet.
Die sehr erfolgreiche Abteilung gestaltete zahlreiche Anlagen im Berliner Raum, aber auch in ganz Deutschland, Österreich, Ungarn, der Tschechoslowakei, Polen und Estland.
Viele junge Gartenarchitekten legten großen Wert darauf, in jener Abteilung zu arbeiten, aus der zahlreiche bekannte und renommierte Gartengestalter hervorgingen.

### Von der Abteilung Gartengestaltung der Baumschule Späth gestaltete Parkanlagen und Gärten (Auswahl)
- 1862 Friedhof Am Südstern, Gartendenkmal[22]
- 1907 Garten des Landhauses des Architekten Ernst Lessing, Inselstrasse 34/35[23]
- 1908 Gartenanlage der Villa Lemm, Rothenbücher Weg 2/4. Stadtteil Berlin-Gatow
- 1910 Gartenanlage der Villa Spickenbaum in Osterfeld, jetzt Oberhausen Osterfeld, Vestische Straße
- 1912–1914 Sportplatz im Volkspark Wilmersdorf, Gartendenkmal[24]
- um 1914 Villa Salinger, Am Großen Wannsee 50[25]
- 1922–23 Villengarten  Villa Schönberg, Bismarckstraße 30A, Stadtteil Berlin-Wannsee, Gartendenkmal
- 1923 Villengarten  Am Sandwerder 41, Stadtteil Berlin-Wannsee, Gartendenkmal
- 1924–31, Garten der Heerstrasse 90, Stadtteil Berlin-Westend, Gartendenkmal
- 1924–25, Garten der Preußenallee 24, Stadtteil Berlin-Westend, Gartendenkmal
- 1924–1930 Gartenanlage der Villa Otto Petschek in Prag
- 1925 Städtischer Friedhof Weißensee, Roelckestraße 46/51, Berlin-Pankow, Gartendenkmal[26]
- um 1925 Garten- und Parkanlage der Villa Hornschuch, Hornschuchhöhe 2, Kulmbach-Seidenhof, Oberfranken[27]
- 1928 Steingartenanlage im Garten des Wohnhauses Branitzer Platz 5, Stadtteil Berlin-Westend, Gartendenkmal[28]
- 1929 Villengarten des Wohnhauses Lindemann, Am Rupenhorn 5, Stadtteil Berlin-Westend, Gartendenkmal[29]
- 1929/30 Garten- und Parkanlage des Hetenhof, Lorenz-Sandler-Straße 26, Kulmbach-Ziegelhütten, Oberfranken
- um 1932 Golfplatz auf dem Weißen Hirsch bei Dresden[30]
- 1933–1938 Umgestaltung des Dendrologischen Gartens Prillwitz
- um 1937 Parkanlage des Schlosses Dobbin; das Schloss wurde 1947 abgerissen[31]

## Pflanzenzüchtungen und Markteinführungen der Baumschule Späth
In der Baumschule Späth entstanden zahlreiche Neuzüchtungen von Zier- und Nutzpflanzen. Um das Sortiment zu erweitern, finanzierte Franz Späth außerdem verschiedene Expeditionen, vor allem auf den Balkan, nach Transkaukasien, Kalifornien und Colorado, auf denen Pflanzen gesammelt und anschließend in der Baumschule angezogen wurden. Unter anderem sammelte Carl Albert Purpus in Nordamerika Gehölze für Späth.
- Anna Späth, Zwetschge, 1870 durch Franz Späth als Sämling aus Kadoszbeg in Ungarn erworben und 1874 in den Handel gebracht[32]

- Moltke-Linde (Tilia × moltkei), Hybride der Amerikanischen Linde (Tilia americana) und der Hänge-Silber-Linde (Tilia tomentosa ‚Petiolaris‘ oder Tilia petiolaris); um 1883 in der Baumschule Späth entstanden und nach General Moltke benannt, der bei einem Besuch der Baumschule im Jahr 1888 ein Exemplar dieses Baumes vor dem Späth’schen Wohnhaus pflanzte

- Andenken an Ludwig Späth, Flieder, 1883 in den Handel gebracht
- Souvenir de Malmaison blanche, Syn. Prince Crown, Bourbon-Rose, vor 1883 in den Handel gebracht
- Ligustre vulg. pyramidale L. Späth, Liguster, 1883 in den Handel gebracht[33]
- Minister Dr. Lucius, Birne, 1884 in den Handel gebracht; ehrt den preußischen Landwirtschaftsminister Robert Lucius von Ballhausen
- Dr. Bolle, Clematis, 1887 in den Handel gebracht,[33] benannt nach dem Botaniker Carl August Bolle
- Kronprinzessin Viktoria, Syn. Souvenir de la Malmaison jaune, Bourbon-Rose, entdeckt von Vollert, durch Späth um 1888 in den Handel gebracht
- Acer platanoides Stollii, eine Zuchtform des Spitzahorns, entstand 1888 als Sämling in der Baumschule Späth

- Elsa Späth, Clematis, 1891 in den Handel gebracht, benannt nach einer Tochter von Franz Späth (1884–1972)
- Berberis diaphana Maxima L. Späth, Berberitze 1895 in den Handel gebracht[33]
- Direktor Trelle, Clematis, 1897 in den Handel gebracht,[34] benannt nach Friedrich Trelle, der fast 30 Jahre lang Direktor der Bauschule Späth war
- Britzer Rose (Rosa britzensis KOEHNE), Wildrose, 1901 durch Späth in den Handel gebracht
- Hildegard Späth, Clematis, 1901 in den Handel gebracht,[34] benannt nach der Tochter von Franz Späth
- La Mélusine, Rugosa-Hybridrose, 1906 in den Handel gebracht
- Späths Rubin, Erdbeere, 1906 in den Handel gebracht[35]
- Wilhelmine Späth, Erdbeere, 1906 in den Handel gebracht,[35] benannt nach der Ehefrau von Franz Späth
- Forsythia intermedia spectabilis Koehne L. Späth, Forsythie, 1906 in den Handel gebracht[33]

- Purpurerle Alnus x Späthii, Kreuzung von Alnus japonica und Alnus subcordata, 1908 im Arboretum der Baumschule gefunden[36]

- Frau Astrid Späth, Floribundarose, 1930 in den Handel gebracht, benannt nach Hellmut Späths zweiter Ehefrau
- Mrs. Olive Sackett, Floribundarose, 1931 in den Handel gebracht, benannt nach der Frau des US-amerikanischen Botschafters Frederic M. Sackett
- Dagmar Späth, Floribundarose, 1936 in den Handel gebracht, benannt nach Hellmut Späths Tochter
- Gelbbunter Hartriegel (Cornus alba Späthi)
- Goldgeißblatt (Lonicera × tellmanniana Magyar ex H. L. Späth)
- Dr. Otto Petschek, Berg-Aster, für Otto Petschek gezüchtet

## Mehrfachehrungen

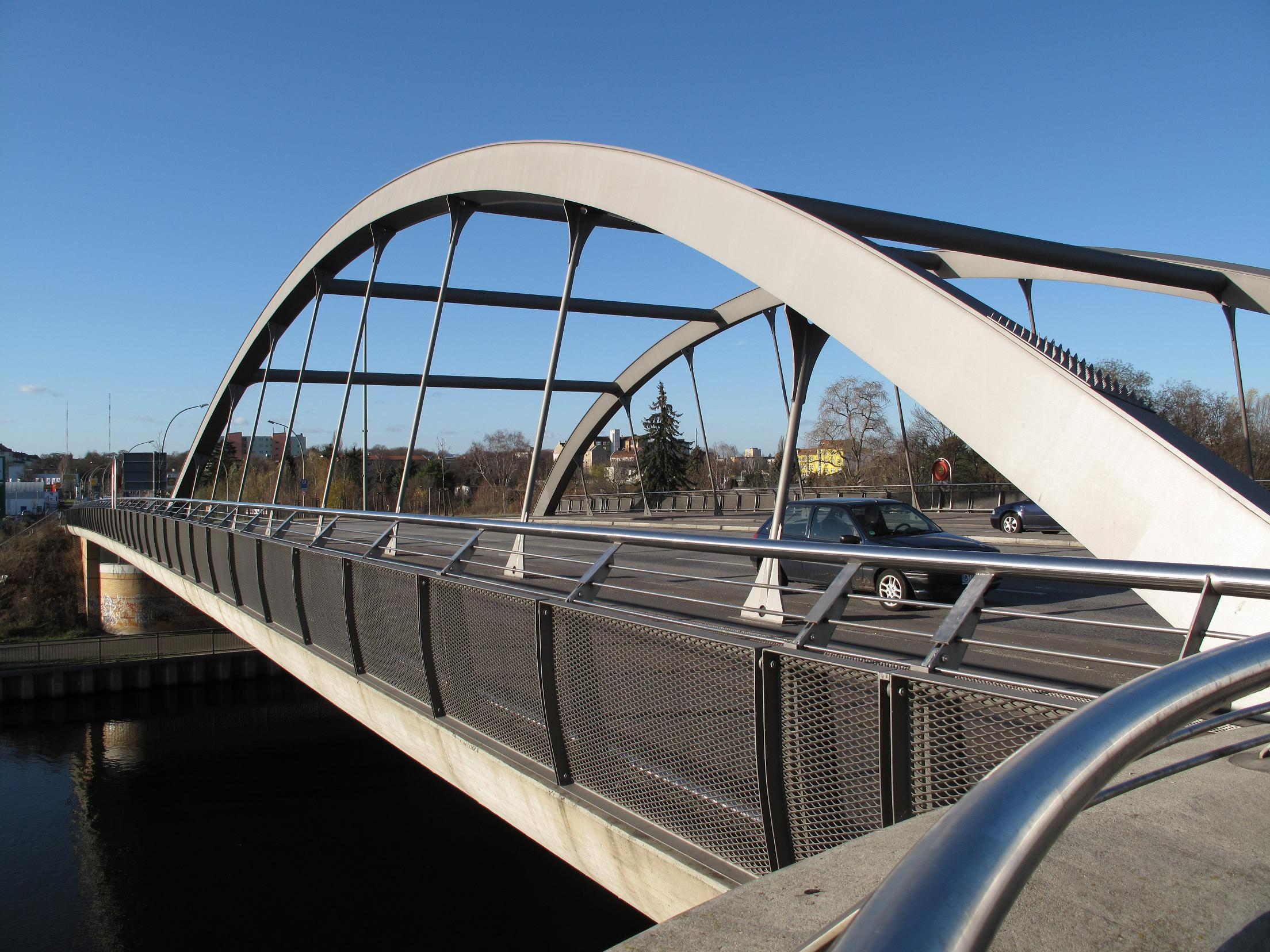
Neue Späthbrücke am Teltowkanal in Berlin

- Als im Jahr 1945 im damaligen Bezirk Treptow ein eigenständiger Ortsteil entstand, erhielt er die Bezeichnung Baumschulenweg und erinnert damit an die hier entstandene Tradition der Familie Späth.
- In den Ortsteilen Berlin-Baumschulenweg und Berlin-Britz erhielt die Straße, die an der Baumschule entlang führt, im Jahr 1903 den Namen Späthstraße. Als Verlängerung der Späthstraße führt auf die nach Initiative Franz Späths gepflasterte Baumschulenstraße bis in die Gegenwart von der Baumschule unter dem S-Bahnhof Baumschulenweg hindurch und endet am Ufer der Spree an einer Anlegestelle der Fähre F11.

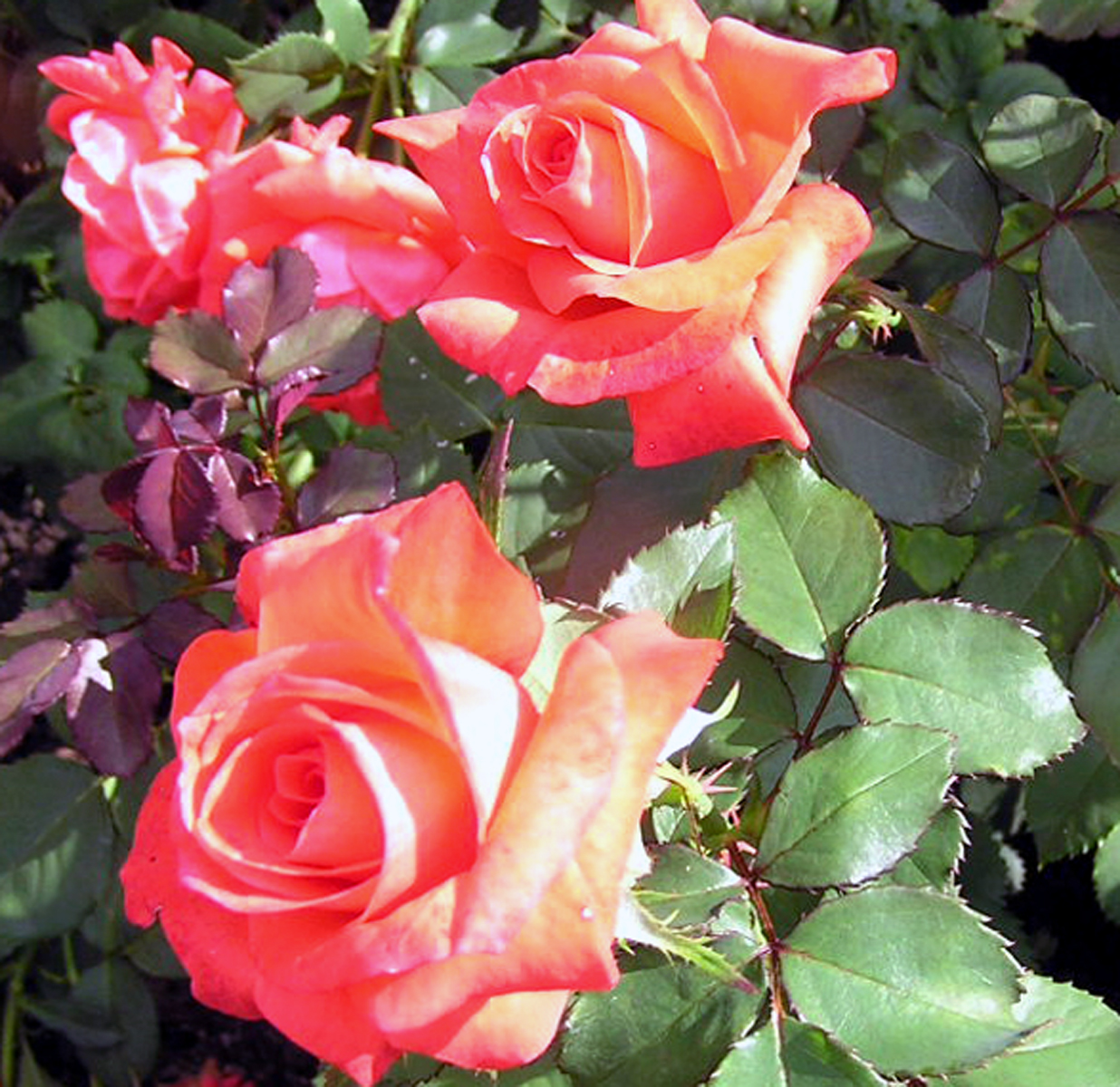
Rose Späths Jubiläum

- Die Brücke über den nahe gelegenen Teltowkanal, 1906 als Späthstraßenbrücke eingeweiht, ehrt die Gärtnerfamilie ebenso wie die Neue Späthbrücke. Die 1904 errichtete und 1994–1996 erneuerte Brücke, die die Baumschulenstraße über den Britzer Verbindungskanal führt, trägt den Namen Baumschulenbrücke.
- Auf dem nach 1917 aufgegebenen Gelände am Baumschulenweg / Königsheideweg / Späthstraße / Britzer Allee entstand später die Wohnsiedlung Späthsfelde mit zahlreichen Kleingartenanlagen. Ab dem Jahr 2000 ist am Königsheideweg die Zapf-Siedlung „Späthsches Viertel“ als größere Reihenhaussiedlung entstanden.
- Das gesamte Ensemble der Baumschule mit seinen Gebäuden und Gartenbereichen ist als Kulturdenkmal eingestuft.[37] Am Haus Späthstraße 80/81 erinnert eine Berliner Gedenktafel an Franz Späth.
- Die Rosen-Baumschule Kordes benannte im Jahr 1970 die Floribunda-Rose Späth’s Jubiläum zu Ehren des 250-jährigen Jubiläums der Baumschule Späth. Die Rosensorten Max Buntzel (Soupert & Notting 1899), Heinrich Wendland (Kordes 1930), Carl Kempkes (Kordes 1938), Professor Erich Maurer (Tepelmann 1939) und Wilhelm Teetzmann (Kordes 1943) wurden zu Ehren leitender Mitarbeiter der Baumschule Späth benannt.

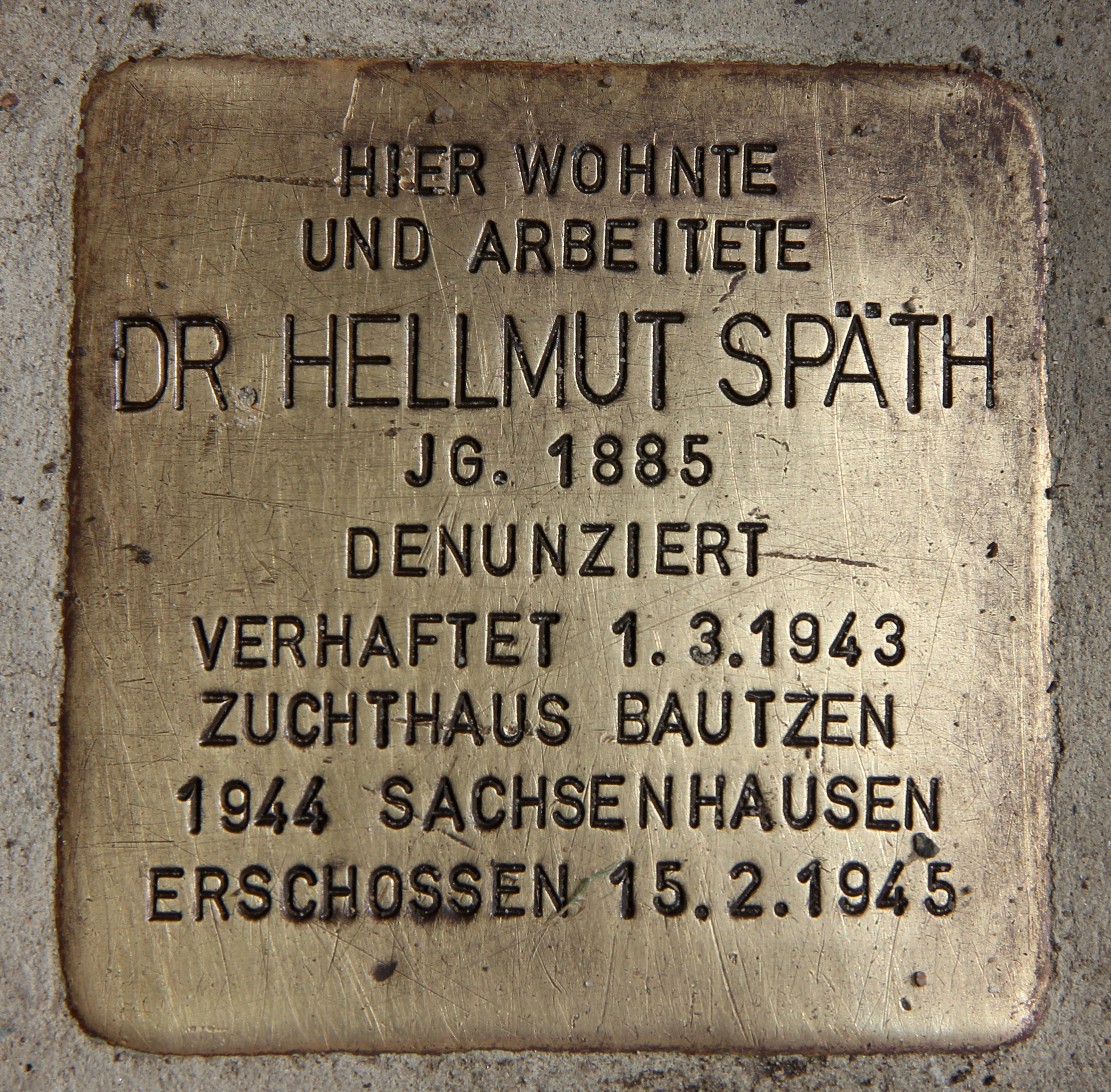
Stolperstein für Hellmut Späth am Baumschulenweg 80–81

- Auf der Treppe zum Verwaltungskontor der Baumschule erinnert ein Stolperstein, der im Jahr 2010 anlässlich des 290-jährigen Betriebsjubiläums verlegt wurde, an den im KZ Sachsenhausen ermordeten Hellmut Späth.[38]

## Ehemalige Mitarbeiter
Zahlreiche bekannte Gärtner absolvierten eine Gärtnerausbildung in der Baumschule Späth oder arbeiteten hier als Gärtner oder Landschaftsarchitekten:
- Max Buntzel (* 1850, † 1907) war ein Königlicher Gartenbaudirektor, Berliner Baumschulen- und Plantagenbesitzer. Er absolvierte eine Gärtnerlehre in der Baumschule Späth.
- Carl Albert Purpus (* 1851, † 1941) war ein deutscher Pflanzensammler. Er sammelte für die Baumschule Späth Gehölze in Nordamerika.
- Wilhelm Teetzmann (* 1866, † 1926) arbeitete ab 1889 zunächst als Gärtnergehilfe bei Späth, ab 1895 leitete er die Abteilung für Gartengestaltung und war ab 1909 der Direktor der Baumschule[39]
- Hans Stollhoff (* 1870) leitete ab 1904 die kaufmännische Abteilung.[40]
- Carl Kempkes (* 1881, † 1964) war ein deutscher Gartenarchitekt. Er arbeitete ab 1909 für die Baumschule Späth, ab 1912 als Leiter der Abteilung Gartengestaltung und von 1930 bis 1943 als Generaldirektor.
- Erich Otto Heinrich Maurer (* 1884, † 1981) war der Direktor des Instituts für Gärtnerischen Pflanzenbau an der Landwirtschaftlichen Hochschule Berlin. Maurer arbeitete ab 1911 als Gartenarchitekt in der Abteilung Gartengestaltung. Ab 1919 leitete er die Baumschule in Ketzin (Mark Brandenburg) und war ab 1927 Generaldirektor des Unternehmens.
- Gustav Allinger (* 1891, † 1974) war ein deutscher Landschaftsarchitekt. Allinger arbeitete ab 1921 in der Abteilung Gartengestaltung der Baumschule Späth.
- Karl Wilhelm Ferdinand Hübotter (* 1895, † 1976) war ein deutscher Garten- und Landschaftsarchitekt sowie Hochschullehrer. Nach einer Lehre in der Stadtgärtnerei Hannover arbeitete er im Zuge seiner Wanderjahre unter anderem bei Späth.
- Georg Pniower (* 1896, † 1960) war Gärtner, Landschaftsarchitekt und Professor für Garten- und Landeskultur. Er arbeitete ab 1922 als leitender Gartenarchitekt bei Späth.
- Otto Valentien (* 1897, † 1987) war ein deutscher Gartenarchitekt und Maler. Er arbeitete bis 1927 in der Abteilung Gartengestaltung der Baumschule Späth.
- Herta Hammerbacher (* 1900, † 1985) war eine deutsche Garten- und Landschaftsarchitektin. Sie arbeitete ab 1926 als Zeichnerin in der Abteilung Gartengestaltung, bevor sie begann, bei Karl Foerster zu arbeiten.[41]
- Reinhold Lingner (* 1902, † 1968) war einer der führenden Landschafts- und Gartenarchitekten der DDR. Lingner absolvierte von 1919 bis 1921 eine Gärtnerlehre in der Baumschule L. Späth und arbeitete von 1925 bis 1927 in der Abteilung für Gartengestaltung.
- Hermann Göritz (* 1902, † 1998) war Gärtner und Landschaftsarchitekt. Er arbeitete als Gehilfe bei der Baumschule Späth in Ketzin.
- Theodor Nietner (* 1905, † 1988) war der Leiter des Garten- und Friedhofsamtes in Osnabrück. Nietner absolvierte eine Lehre in der Baumschule Späth.
- Kurt Mende (* 1907, † 1944) war ein deutscher Politiker und SA-Führer. Mende absolvierte eine Gärtnerlehre in der Gärtnerei in Falkenrade bei Ketzin. Von 1926 bis 1930 arbeitete er als Gärtner in der Baumschule Späth.
- Detlef Karg (* 1945) ist ein deutscher Gartenarchitekt, Gartenhistoriker und Denkmalpfleger. Karg absolvierte eine Gärtnerlehre in der Ketziner Baumschule.
- Karl Heydenreich war ein bei Karl Foerster ausgebildeter Fotograf und Gärtner. Er wechselte später zu Späth und war hier für die praktische Umsetzung der Gartenentwürfe zuständig.[41]
- Hans-Joachim Albrecht (* 1932; † 2022) war von 1956 bis 1997 für 41 Jahre im Unternehmen, vor allem in der Pflanzenzucht, tätig. Kultivierte den Wilden Sanddorn.[42][43]